# Vattukylä
Vattukylä är en tätort i Haapavesi stad (kommun) i landskapet Norra Österbotten i Finland. Vid tätortsavgränsningen den 31 december 2021 hade Vattukylä 238 invånare och omfattade en landareal av 1,81 kvadratkilometer.

## Befolkningsutveckling
| Befolkningsutvecklingen i Vattukylä 1990–2021           | Befolkningsutvecklingen i Vattukylä 1990–2021 | Befolkningsutvecklingen i Vattukylä 1990–2021 | Befolkningsutvecklingen i Vattukylä 1990–2021 | Befolkningsutvecklingen i Vattukylä 1990–2021 |
| ------------------------------------------------------- | --------------------------------------------- | --------------------------------------------- | --------------------------------------------- | --------------------------------------------- |
|                                                         |                                               |                                               |                                               |                                               |
| År                                                      |                                               |                                               | Folkmängd                                     | Landareal (km²)                               |
| 1990                                                    | 1990                                          |                                               | 290                                           | 2,4                                           |
| 1995                                                    | 1995                                          |                                               | 332                                           | 2,4                                           |
| 2010                                                    | 2010                                          |                                               | 227                                           | 1,25                                          |
| 2015                                                    | 2015                                          |                                               | 243                                           | 1,75                                          |
| 2020                                                    | 2020                                          |                                               | 231                                           | 1,81                                          |
| 2021                                                    | 2021                                          |                                               | 238                                           | 1,81                                          |
| Anm.: Ny tätort 1990. Ej tätort 2000. Åter tätort 2010. |                                               |                                               |                                               |                                               |